# 黑馬世界巡迴演唱會
黑馬世界巡迴演唱會是中國大陸歌手李榮浩的第五次大型演唱會，亦是他第五次舉行的世界巡迴演唱會。此次巡迴演唱會自2025年3月29日於南京奧體中心體育場首站揭開序幕。

## 事件紀錄
李榮浩於2024年12月23日在社交媒體上宣布舉行全新巡迴演唱會，名為「黑马世界巡迴演唱會」 ，目的為宣傳全新專輯「黑马」，並表示將於2025年3月29日舉行首站。後確認在南京奧體中心體育場舉行。。

## 售票
| 日期   | 日期    | 開售時間                 | 開售類型                                     |
| ------ | ------- | ------------------------ | -------------------------------------------- |
| 2025年 | 2月7日  | 下午5時11分 （南京時間） | 南京站（內場）大麥網、貓眼公開發售           |
| 2025年 | 2月8日  | 下午5時11分 （南京時間） | 南京站（看台）大麥網、貓眼公開發售           |
| 2025年 | 2月20日 | 下午3時正 （石家莊時間） | 石家莊站大麥網、金光票務公開發售             |
| 2025年 | 3月27日 | 下午1時正 （石家莊時間） | 石家莊站（二次開票）大麥網、金光票務公開發售 |

## 曲目
以下列表只限为2025年3月29日南京站首场演出曲目。
VCR 1
1. 黑馬
2. 快讓我在雪地上撒點野（原唱：崔健）
3. 嗯
4. 慢冷
5. 走走
6. 老街
7. 喜劇之王
8. 樂團

VCR 2
1. 鴻門宴
2. 烏梅子醬
3. 都一樣
4. 戀人
5. 戒烟
6. 等着等着就老了
7. 爸爸妈妈
8. 紫荆花盛开
9. 女儿国
10. 李白

VCR 3：遊戲環節（過場）
1. 作曲家
2. 不再見
3. 拿走了什么
4. 慢慢喜欢你
5. 丑八怪
6. 不遗憾
7. 麻雀
8. 海陆风
9. 年少有为
10. 不将就
11. 模特
12. 名字

## 巡迴場次
| 場次列表 | 場次列表       | 場次列表 | 場次列表 | 場次列表                         | 場次列表                              | 場次列表 |
| 場次     | 日期           | 城市     | 地區     | 場地                             | 備註                                  |          |
| -------- | -------------- | -------- | -------- | -------------------------------- | ------------------------------------- | -------- |
| 1        | 2025年3月29日  | 南京     | 中国大陆 | 南京奧體中心體育場               |                                       |          |
| 2        | 2025年4月19日  | 西安     | 中国大陆 | 西安奧體中心體育場               |                                       |          |
| 3        | 2025年5月10日  | 長沙     | 中国大陆 | 賀龍體育文化中心體育場           |                                       |          |
| 4        | 2025年5月24日  | 瀋陽     | 中国大陆 | 瀋陽奧林匹克體育中心體育場       |                                       |          |
| 5        | 2025年6月28日  | 石家莊   | 中国大陆 | 河北奧林匹克體育中心體育場       | 原定于4月12日举办，因极端天气因素延期 |          |
| 6        | 2025年7月5日   | 常州     | 中国大陆 | 常州奧林匹克體育中心體育場       |                                       |          |
| 7        | 2025年7月26日  | 武汉     | 中国大陆 | 武漢體育中心主體育場             |                                       |          |
| 8        | 2025年8月9日   | 上海     | 中国大陆 | 上海虹口体育场                   |                                       |          |
| 9        | 2025年8月10日  | 上海     | 中国大陆 | 上海虹口体育场                   | 加场                                  |          |
| 10       | 2025年8月23日  | 绍兴     | 中国大陆 | 绍兴柯桥中国轻纺城体育中心体育场 |                                       |          |
| 11       | 2025年9月13日  | 廈門     | 中国大陆 | 廈門奧林匹克體育中心-白鷺體育場  |                                       |          |
| 12       | 2025年9月20日  | 合肥     | 中国大陆 | 合肥奧林匹克體育中心體育場       |                                       |          |
| 13       | 2025年10月18日 | 济南     | 中国大陆 | 济南奥林匹克体育中心体育场       |                                       |          |
| 14       | 2025年10月25日 | 南昌     | 中国大陆 | 南昌国际体育中心体育场           |                                       |          |
| 15       | 2025年11月1日  | 重庆     | 中国大陆 | 重庆市奥林匹克体育中心体育场     |                                       |          |